# Rivière du Lac
Pour les articles homonymes, voir Lac (homonymie).
La rivière du Lac est un affluent de la rive ouest de la rivière Montmorency. Ce cours d'eau coule sur la rive nord du fleuve Saint-Laurent, dans la ville de Québec, dans la région administrative de la Capitale-Nationale, dans la province de Québec, au Canada.
Cette vallée est surtout desservie par le chemin du Lac-des-Roches qui passe sur la rive nord de ce cours d'eau. La sylviculture constitue la principale activité économique de cette vallée ; la villégiature, en second ; l'agriculture (dans la partie inférieure autour du village de Côte-du-Lac), en troisième.
La surface de la rivière du Lac est généralement gelée de la début de décembre jusqu'à la fin de mars ; toutefois la circulation sécuritaire sur la glace se fait généralement de la mi-décembre à la mi-mars. Le niveau de l'eau de la rivière varie selon les saisons et les précipitations ; la crue printanière survient en mars ou avril.

## Géographie
La rivière du Lac prend sa source à la confluence de deux ruisseaux forestiers (altitude : 270 m), soit à :
- 2,25 km au sud du sommet du Mont Saint-Louis ;
- 3,2 km au sud-ouest de la confluence de la rivière du Lac et de la rivière Montmorency ;
- 3,3 km au nord-est du sommet du Mont des Épinettes Noires ;
- 3,6 km à l'est du lac Beauport ;
- 8,7 km à l'ouest de la rive nord-ouest du fleuve Saint-Laurent.

Parcours de la rivière du Lac
À partir de sa source, la rivière du Lac descend dans une vallée entre les montagnes, d'abord en territoire forestier, sur 4,1 km, avec une dénivellation de 105 m, selon les segments suivants :
- 1,5 km vers l'est en traversant le Lac du Chemin de l'Aqueduc (longueur : 0,2 km ; altitude : 249 m), jusqu'au barrage à son embouchure ;
- 1,1 km vers l'est en traversant un petit lac non identifié (longueur : 0,1 km ; altitude : 208 m) lequel reçoit du côté sud le ruisseau Sainte-Marie, jusqu'à son embouchure ;
- 1,5 km vers l'est en formant une courbe vers le nord pour aller traverser le village de Côte-du-Lac, jusqu'à son embouchure[1].

À partir de la confluence de la rivière du Lac, le courant coule sur 10,2 km généralement vers le sud par le cours de la rivière Montmorency, jusqu'à la rive nord-ouest du fleuve Saint-Laurent.

## Toponymie
Le toponyme "rivière du Lac" dérive du fait que ce cours d'eau traverse le Lac du Chemin de l'Aqueduc. Un barrage a été aménagé à l'embouchure de ce lac.
Le toponyme "rivière du Lac" a été officialisé le 5 décembre 1968 à la Banque des noms de lieux de la Commission de toponymie du Québec.